# Кравцово (озеро)
Кравцо́во (Кравцо́во озеро) — реликтовое озеро на территории муниципального образования города Ставрополя Ставропольского края. Относится к Донскому бассейновому округу и речному бассейну Дона (российская часть бассейна); речной подбассейн — Дон ниже впадения Северского Донца; водохозяйственный участок — Егорлык от истока до Сенгилеевского гидроузла. Является главным объектом гидрологического заказника регионального значения «Кравцово озеро».

## Топонимика
На данный момент отсутствует точное объяснение происхождения названия озера. По одной версии, оно связано с фамилией бывшего владельца этой территории — Кравцова. Согласно другой — озеро могли назвать в честь геодезиста И. С. Кравцева, проводившего здесь изыскательские работы в 40-х годах XX века.

## География
Озеро Кравцово расположено в междуречье рек Егорлык и Калаус, на высоте 554 м над уровнем моря, и находится на верхнем уступе южного склона реки Грушёвой в 500 м к югу от хутора Грушёвый и в 9 км к юго-западу от города Ставрополя.
Озеро заполняет продолговато-овальную котловину длиной 1,5 км и шириной 500—600 м. Площадь водоёма составляет 0,75 км, площадь водосбора — 6 км, глубина не превышает 2,5 м. К источникам его питания относятся атмосферные осадки и грунтовые воды.

## Геология и гидрология
Озеро Кравцово — один из самых древних водных объектов на территории Ставропольского края, сформировавшийся ещё в ледниковый период. Его геологическое происхождение до сих пор неясно. Существует мнение, что озеро могло быть одним из остатков древней реки Косякинской (предположительно, самой первой реки на Ставрополье). На это косвенно указывает форма северной части его котловины, напоминающая речную излучину.
В научной литературе Кравцово описывается как «озеро-болото» — из-за свойства периодически (особенно во время засухи) мелеть и заболачиваться, подвергаясь процессу эвтрофикации, а затем, после обильного выпадения осадков, вновь разливаться по котловине, значительно увеличивая свою площадь.
На дне водоёма присутствуют торфяные отложения, возраст которых составляет приблизительно 10 тыс. лет. Несмотря на то, что озеру не было суждено стать торфяным месторождением сельскохозяйственного или промышленного значения, находящиеся в нём запасы торфа представляют научный интерес, поскольку изучение состава ископаемых спор и пыльцы в торфяных пластах позволяет определить, какая растительность окружала озеро-болото в различные периоды.
Наличие торфяных отложений способствовало формированию на поверхности водоёма так называемого «плавучего острова». Последний представляет собой массив торфа, покрытый растительностью и скреплённый донными водорослями, которые служат дрейфующему «острову» своеобразным якорем. В 2014 году сильными порывами ветра торфяной «остров» был прибит к одному из берегов водоёма, где распался на четыре небольших фрагмента.

## История изучения
Первые изображения озера Кравцова показаны на «Геометрическом частном плане казённого дикорастущего называемого Тёмного леса…» и «Генеральном плане Астраханской губернии Кавказской линии…», составленных в начале XIX века при изучении окрестных лесов Ставрополя. В этот же период озеро становится объектом геологоразведочных работ, толчком к которым послужило открытие залежей торфа на его дне. Одно из ранних упоминаний о Кравцовом озере как источнике этого полезного ископаемого можно найти в «Историко-археологическом путеводителе по городу Ставрополю и его окрестностям» ставропольского краеведа Г. Н. Прозрителева, утверждавшего, что местность озёр Кравцово и Сенгилеевское представляет большой интерес в геологическом и ботаническом отношениях.
Начало непосредственному изучению флоры берегов и котловины озера Кравцово было положено во второй половине XIX века ботаником А. П. Норманом, занимавшимся сбором, гербаризацией и описанием наземных растений в окрестностях Ставрополя.
Первые исследования происхождения водоёма осуществил в начале XX века ученый М. В. Бржезицкий, выдвинувший гипотезу, согласно которой ложе озера образовалось несколько миллионов лет назад в процессе формирования Ставропольской возвышенности. Кроме того, в ходе анализа состава почвы водоёма, Бржезицкий установил, что из-за незначительной толщины её торфеносного слоя проведение торфяных разработок на озере Кравцово является нецелесообразным.

## Флора

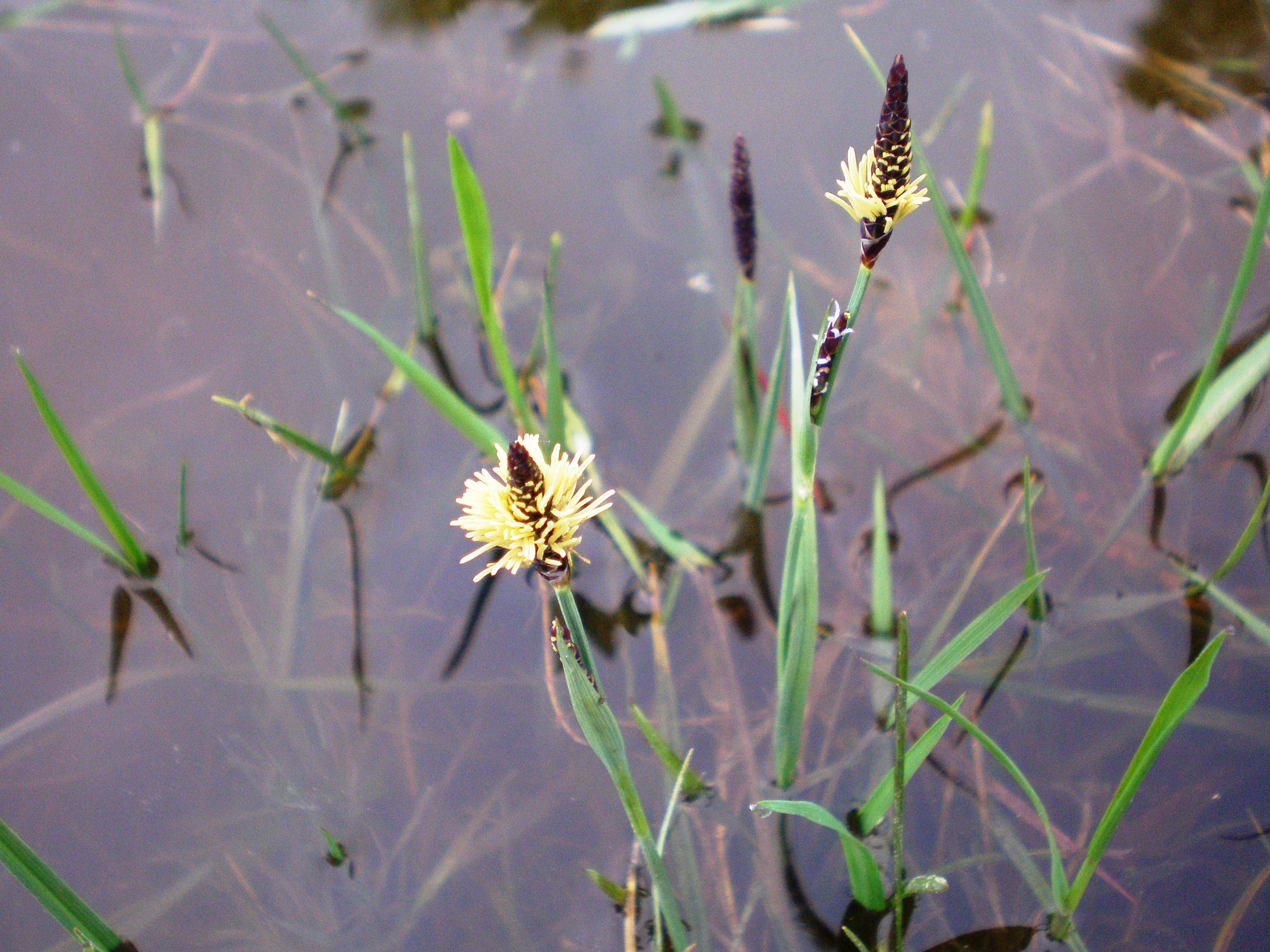
Осока просяная (лат. Carex panicea)

Растительный мир озера Кравцово характерен как для открытых природных водоёмов, так и для болот (в том числе торфяных). Многие растения, произрастающие здесь, занесены в Красную книгу Российской Федерации (меч-трава, пальчатокоренник иберийский) и Красную книгу Ставропольского края (осока просяная, телиптерис болотный); некоторые из них являются эндемиками (вейник седеющий, дербенник ленецевидный).
- Прибрежно-водные растения: осока просяная, осока верещатниковая, телиптерис болотный, дербенник ленецевидный, пальчатокоренник иберийский, вейник седеющий.
- Водные растения: камыш, тростник, рогоз, меч-трава обыкновенная, пузырчатка обыкновенная, табеллярия клочковатая, эвноция малая[24].

## Фауна

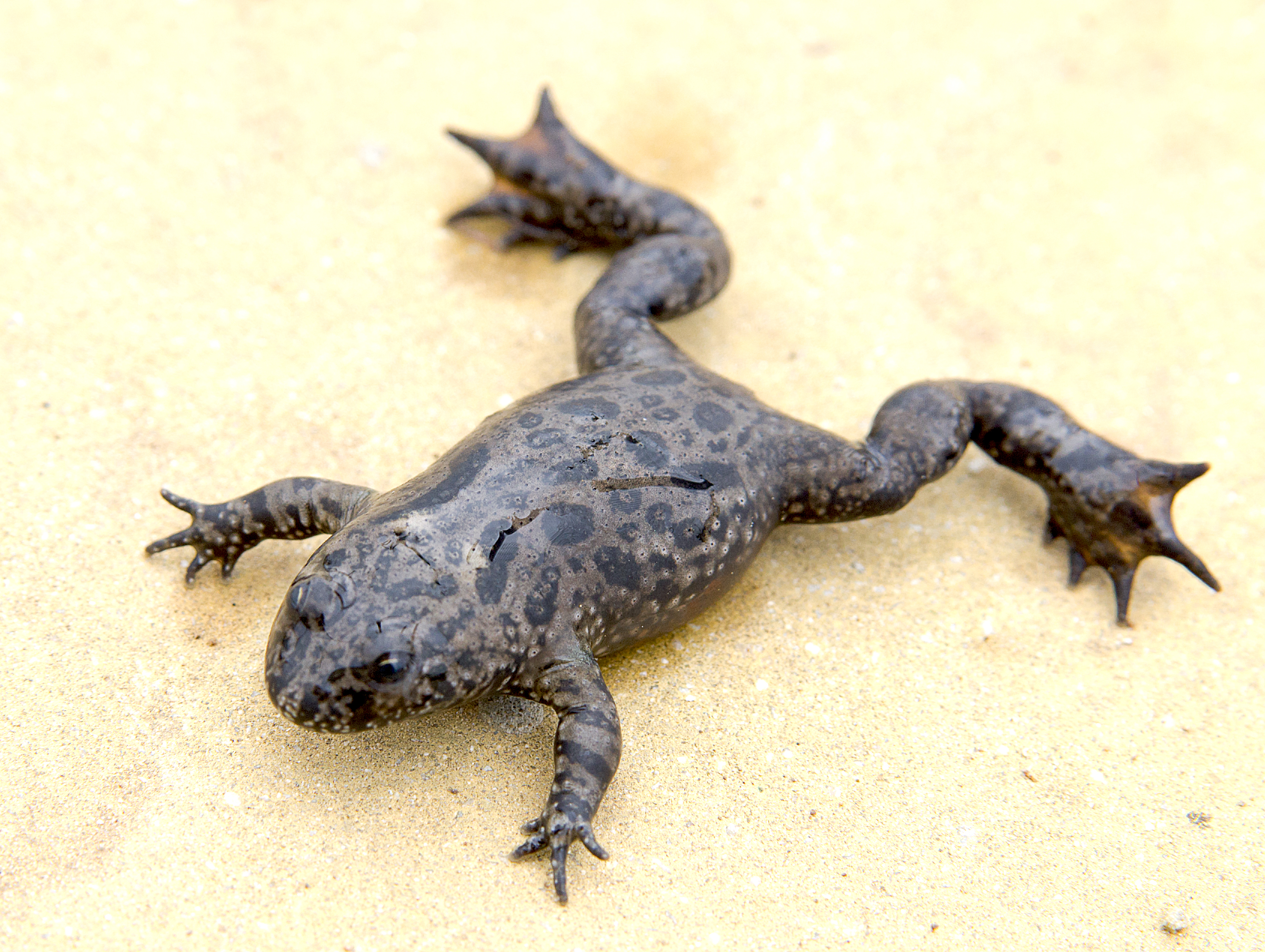
Краснобрюхая жерлянка (Bombina bombina)

Озеро является местом гнездований водно-болотных птиц и местом отдыха перелетных водоплавающих птиц. На берегах водоёма водятся занесенные в Красную книгу ондатра и крот кавказский. В самом озере обитают различные виды амфибий и рептилий, а в наиболее заболоченных местах водоёма встречаются раки. Озеро зарыблено. В южной части его котловины разрешено любительское и спортивное рыболовство.
- Рыбы: сазан, серебряный карась, окунь, плотва, сом.
- Амфибии и рептилии: водяной уж, тритоны, ящерицы, болотная черепаха, малоазиатская лягушка, озёрная лягушка, краснобрюхая жерлянка.
- Птицы: огарь, белая цапля, серая утка, болотный лунь, утка-кряква, чайки.
- Млекопитающие: ондатра, крот кавказский[24].

## Экология и охрана природы

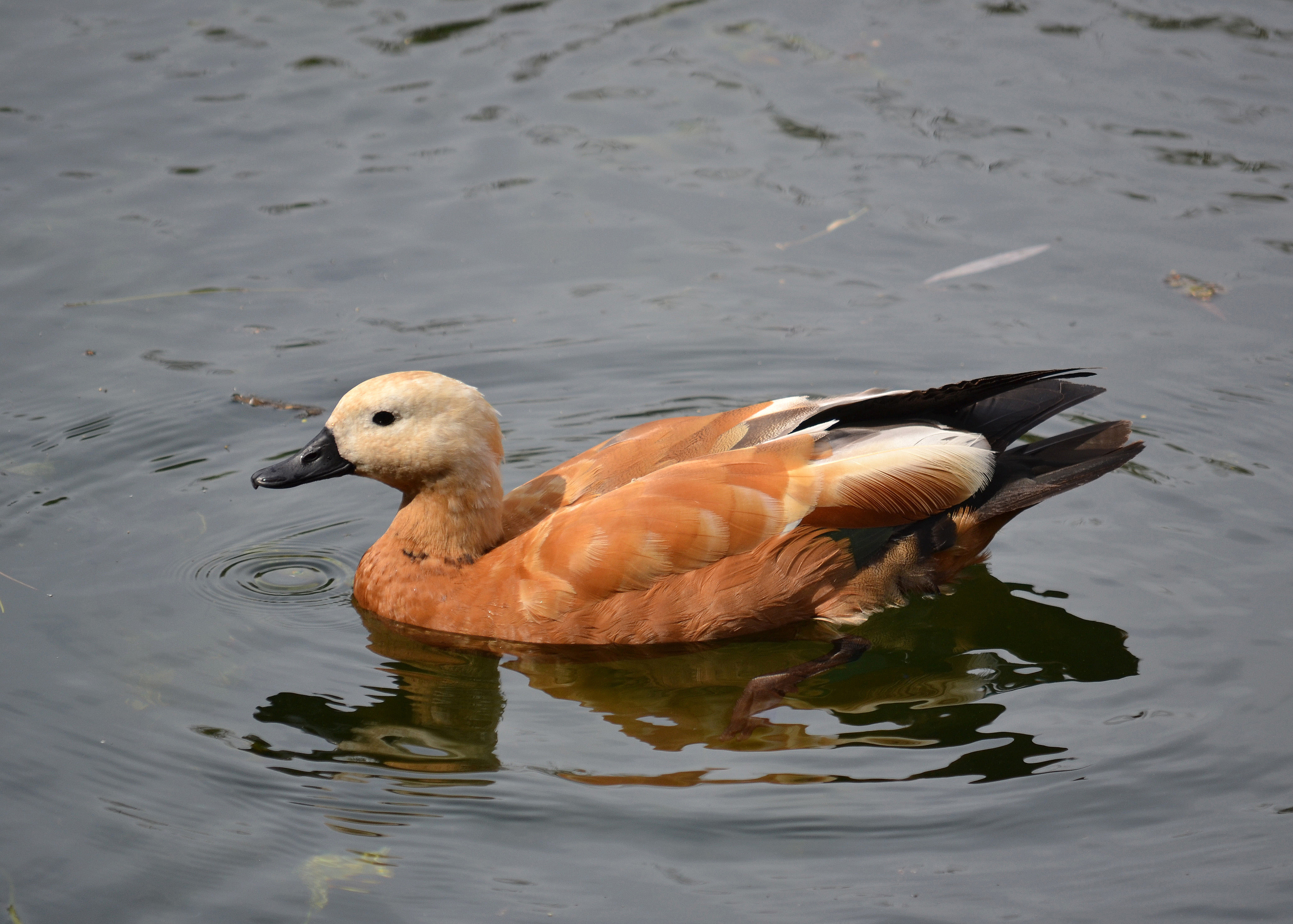
Огарь (лат. Tadorna ferruginea)

Озеро Кравцово входит в «Перечень объектов, подлежащих региональному государственному надзору в области использования и охраны водных объектов на территории Ставропольского края».
В 1997 году на территории муниципального образования города Ставрополя был образован государственный природный заказник краевого значения «Кравцово озеро». Заказник является гидрологическим и создан с целью сохранения и восстановления экосистемы озера Кравцово, объектов животного и растительного мира, занесенных в Красную книгу Российской Федерации и Красную книгу Ставропольского края, а также объектов животного и растительного мира, ценных в хозяйственном, научном и культурном отношении. Общая площадь занимаемой заказником территории составляет около 170 га, из которых почти 74 га приходится на земли, занятые водой.
Министерство природных ресурсов и охраны окружающей среды Ставропольского края обеспечивает режим особой охраны заказника, в соответствии с которым введены запреты на такие виды деятельности как: сбор лекарственных и иных растений; проезд и стоянка транспортных средств; выжигание травостоя; купание в водоемах и иные формы природопользования. Для развития рекреации и экологического туризма на территории заказника разрешено осуществление рекреационной деятельности в специально предусмотренных для этого местах.

## Галерея

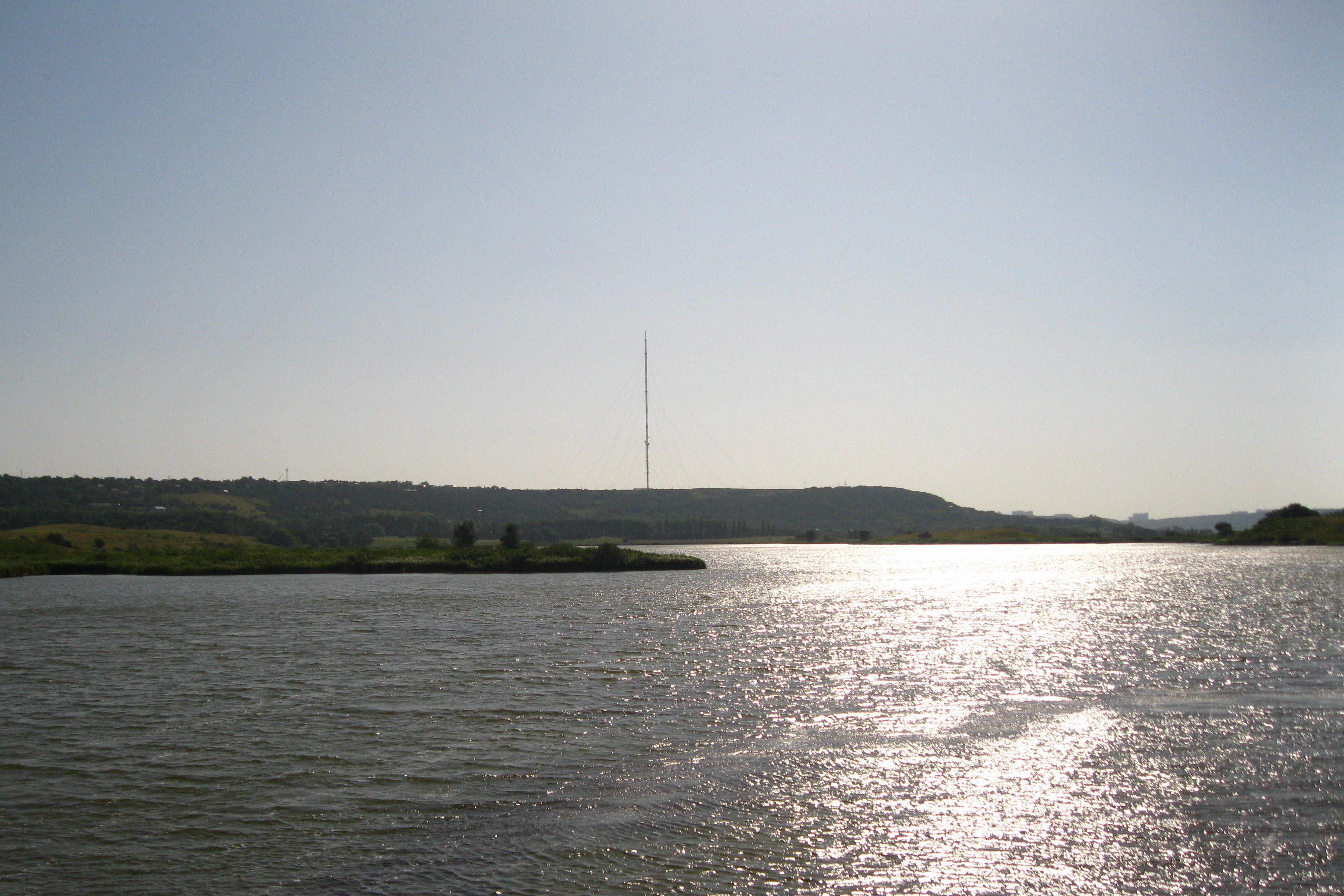
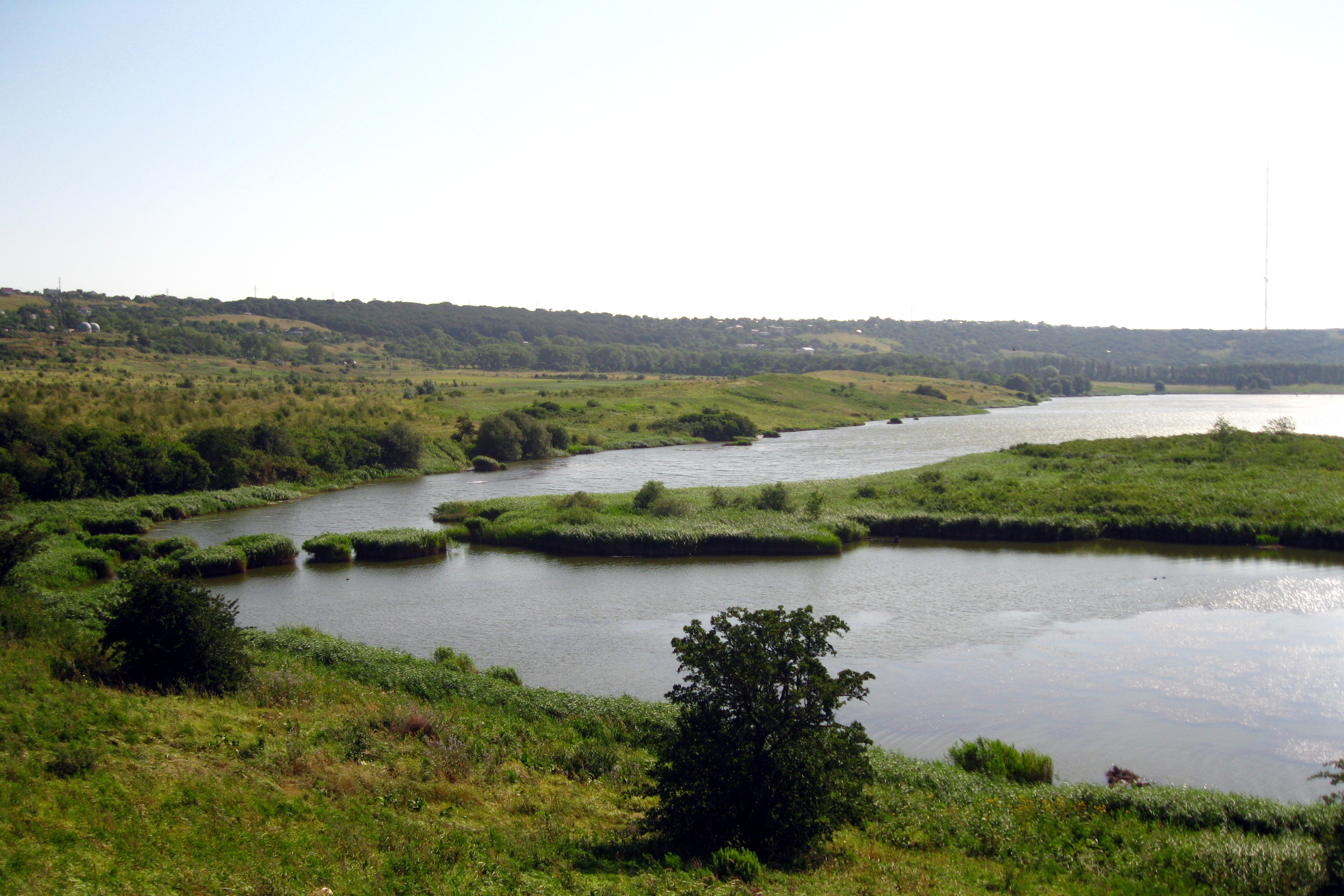
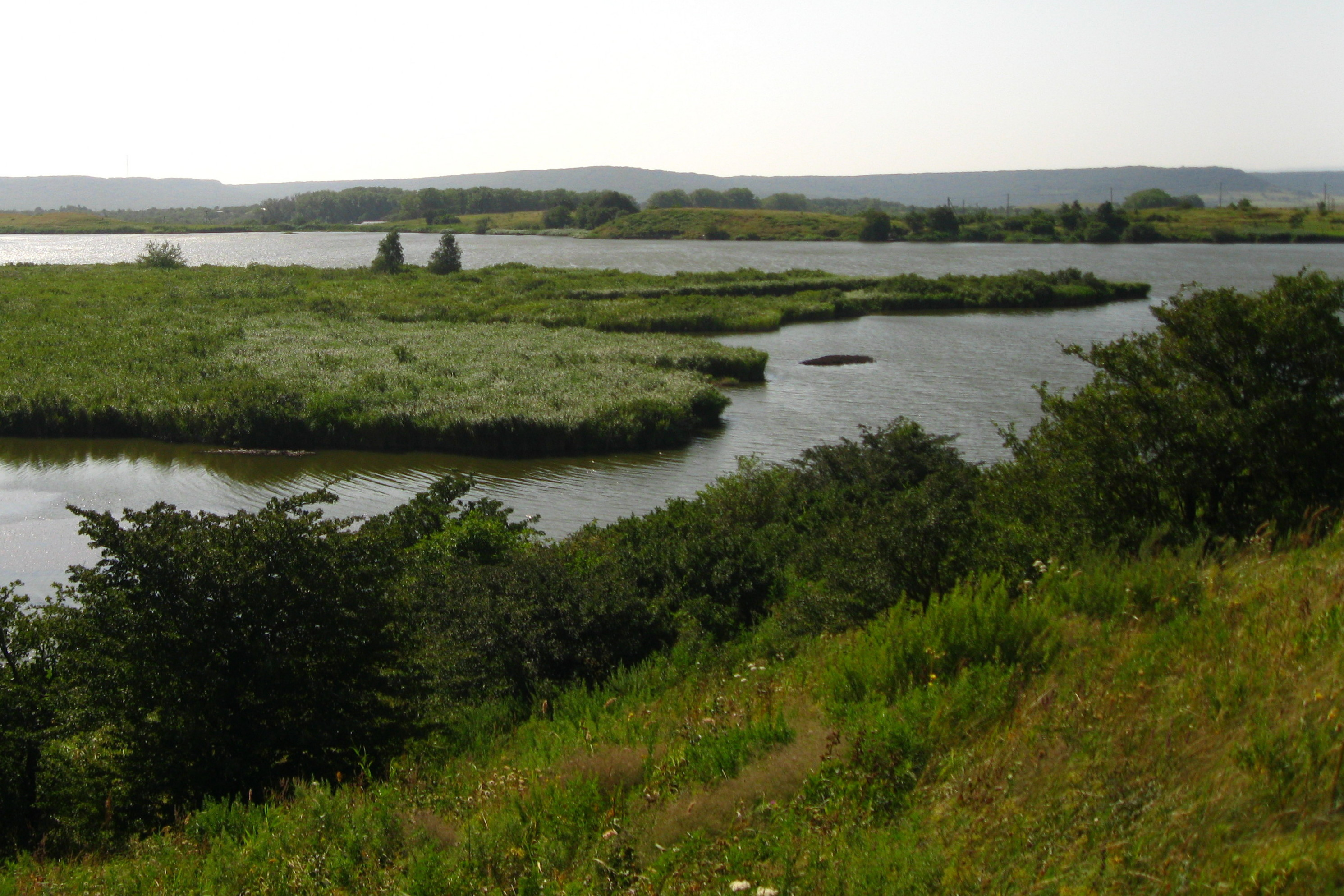
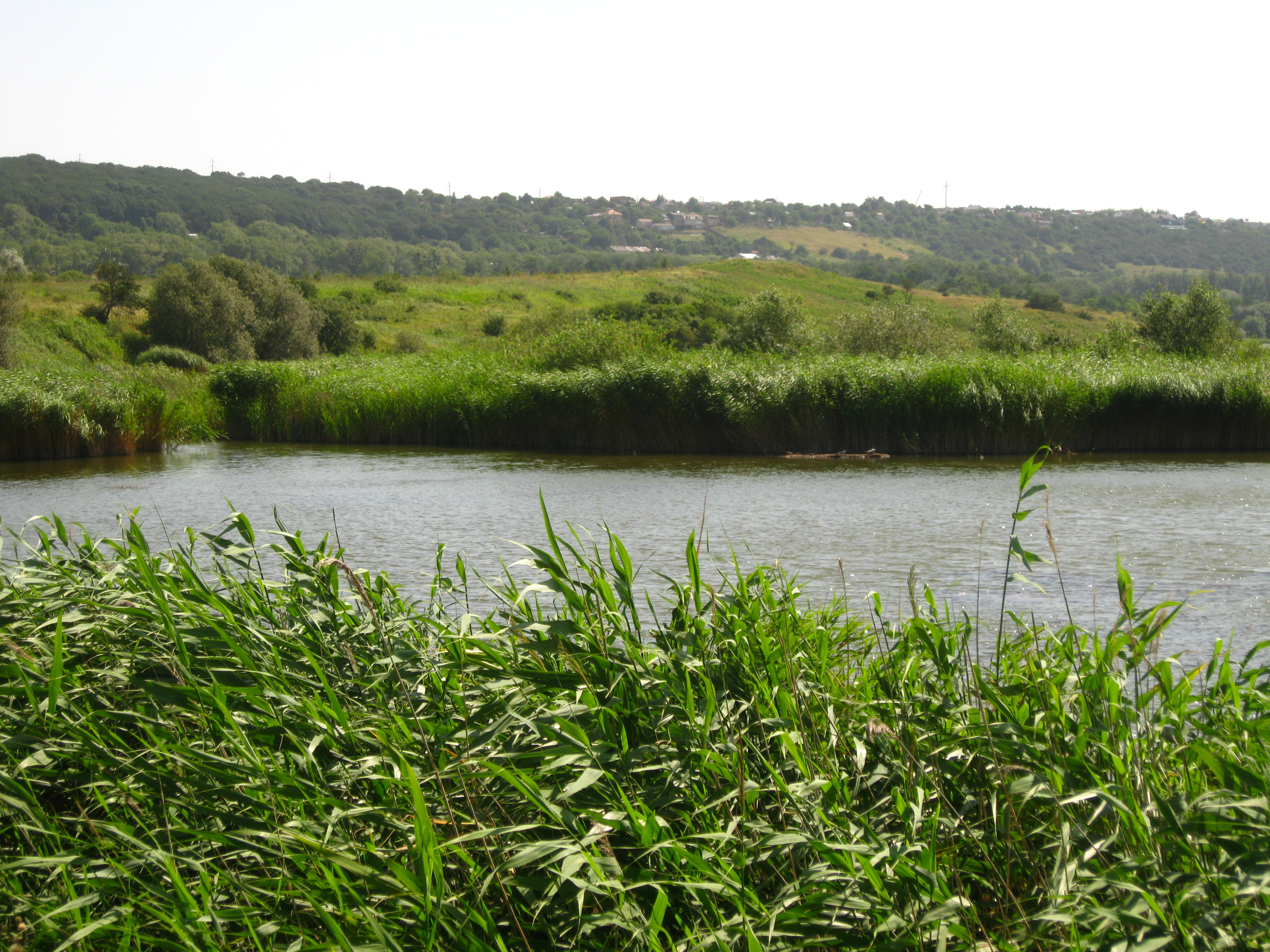